# Галя Балувана
«Галя Балувана» — українська франчайзингова мережа з виробництва та продажі заморожених харчових напівфабрикатів. Заснована у 2018 році підприємцями із Луцька Володимиром та Вікторією Матвійчук та Олександром і Аллою Телігами.
За оцінкою Forbes, виторг мережі 2022 року склав 20-30 млн грн. Станом на травень 2024 в мережі було понад 950 магазинів в Україні і 172 франчайзі.

## Відзнаки
У червні 2023 Forbes Ukraine включила компанію Галя Балувана до списку Next250 — 250 українських перспективних малих і середніх компаній.